# Jérémie Duvall
Jérémie Duvall (Saint-Germain-en-Laye, 15 dicembre 1993) è un attore e regista francese.

## Biografia
Jérémie Duvall è nato il 15 dicembre 1993 a Saint-Germain-en-Laye. 
Jérémie ha debuttato come attore nel 2006 nel cortometraggio Mothers Be Good. Nel 2011 ha recitato nel film televisivo Bas les cœurs di Robin Davis e nel film cinematografico Le fils à Jo, per il quale otterrà il Prix Premiers Rendez-vous al Festival du film de Cabourg.
Parallelamente agli studi e alle riprese, Jérémie ha iniziato a realizzare alcuni cortometraggi che sono stati trasmessi in Festival e in televisione. 

## Filmografia

### Attore

#### Cinema
- Mothers Be Good, regia di Lynne Moses - cortometraggio (2006)
- 1% de chance, regia di Jérémie Duvall - cortometraggio (2010)
- Le fils à Jo, regia di Philippe Guillard (2011)
- Mon père est femme de ménage, regia di Saphia Azzeddine (2011)
- Adam, regia di Loris Melcore (2012)
- Will Butler: Anna, regia di Brantley Gutierrez - cortometraggio (2015) Non accreditato
- Je suis un partage, regia di Baptiste Magontier - cortometraggio (2018)
- Versus, regia di François Valla (2019)
- Salauds de pauvres, di registi vari (2019)
- Francuz, regia di Andrej Smirnov (2019)

#### Televisione
- Bas les cœurs, regia di Robin Davis – film TV (2011)
- Parle tout bas, si c'est d'amour, regia di Sylvain Monod – film TV (2012)
- Qu'est-ce qu'on va faire de toi?, regia di Jean-Daniel Verhaeghe – film TV (2013)
- Délit de fuite, regia di Thierry Binisti – film TV (2013)
- Like Me – serie TV (2016)
- Art of Crime (L'Art du crime) – serie TV, 2 episodi (2017)
- La Guerre des As, regia di Fabrice Hourlier – miniserie TV (2017)
- Like Me - La fête interdite, regia di Romuald Boulanger – film TV (2018)
- Nina – serie TV, 6 episodi (2018)

### Regista
- 1% de chance - cortometraggio (2010)
- Obsession - cortometraggio (2013)
- Je suis les autres - cortometraggio (2015)
- Une place au soleil - cortometraggio (2015)
- Une rencontre moderne - cortometraggio (2016)

### Sceneggiatore
- Obsession - cortometraggio (2013)
- Une place au soleil - cortometraggio (2015)
- Une rencontre moderne - cortometraggio (2016)

## Theatro
- 2013: The Full Monty di Terrence McNally, messo in scena da Anne Bouvier e Julien Baptist, Nathan[1], Théâtre Comédia
- 2015: Un, deux, trois ... Soleil ! di Christelle George , messo in scena da Michel Voletti, Julien[2], Théâtre Le Ranelagh
- 2019: Le Sapin (seul en scène) di Ygal Levy, Théâtre Italien de Paris
- 2019: Une fille pour deux di Benjamin Baffie e Jérémie Duvall, Comédie Montorgueil

## Riconoscimenti
- 2011 – Festival du film de Cabourg[3]
  - Prix Premiers Rendez-vous pour la Meilleure interprétation per Le fils à Jo

- 2011 – Premio César[4]
  - Nomination Migliore promessa maschile per Mon père est femme de ménage

- 2013 – Festival du Film Noir[5]
  - Prix du Meilleur Scénario per Obsession

- Trophée du Public Héros du Cinéma 2012 « Meilleur Espoir »